# Ахенский вокзал
Ахенский вокзал (нем. Aachen Hauptbahnhof) — главный железнодорожный вокзал в городе Ахене (федеральная земли Северный Рейн-Вестфалия).  Расположено на площади Bahnhofplatz. По немецкой системе классификации вокзал Ахена относится к категории 2.

## История

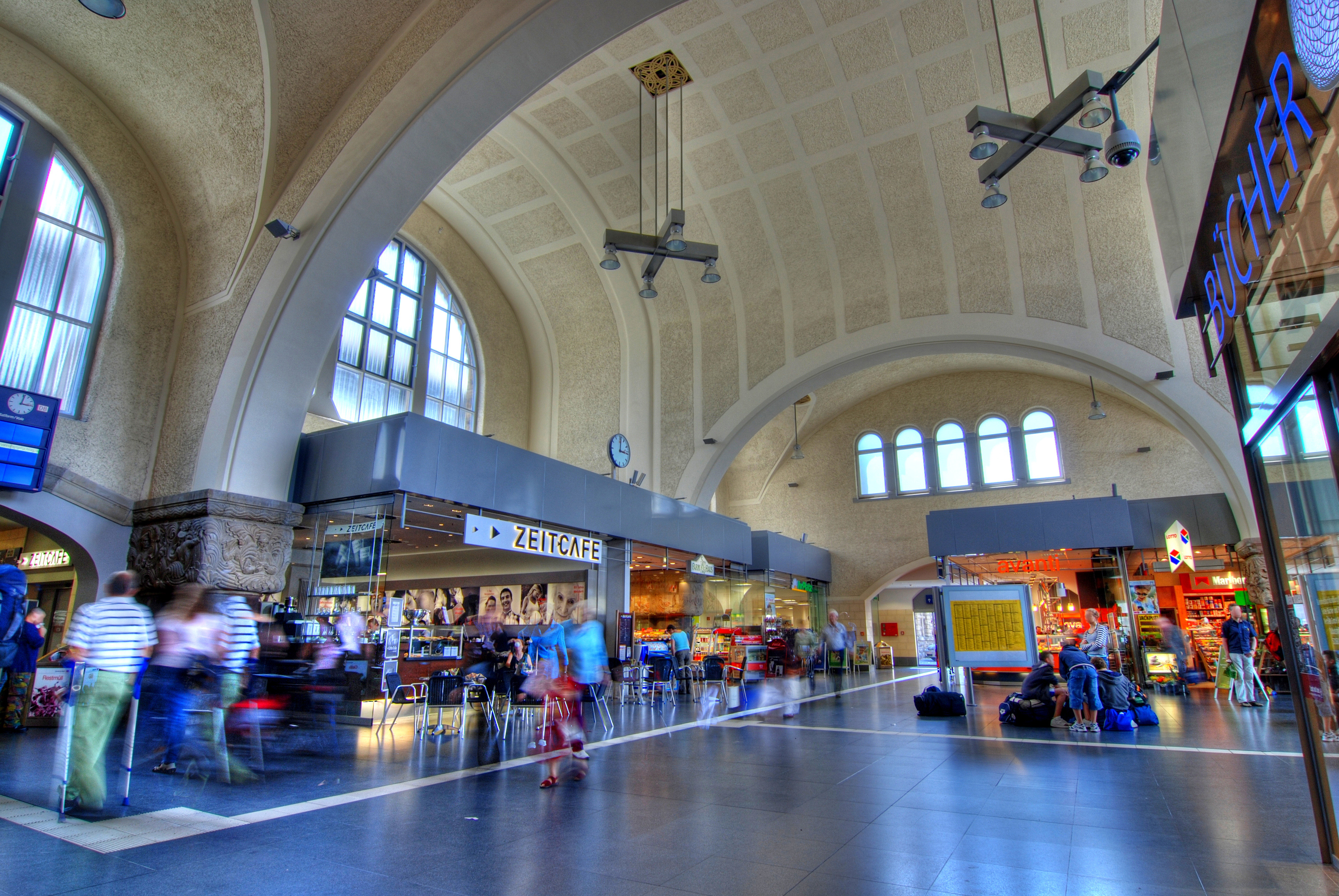
Зал ахенского вокзала

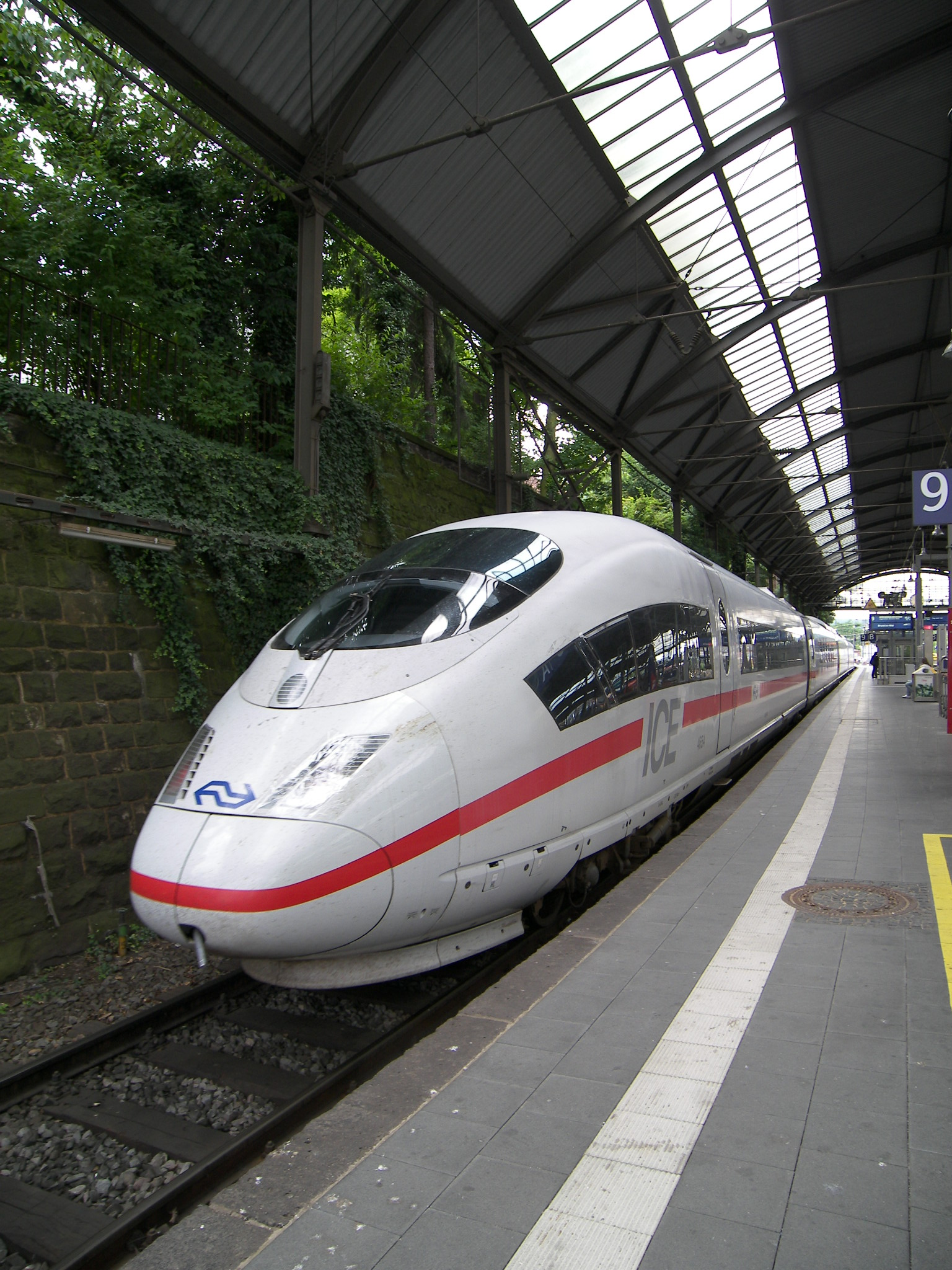
Поезд ICE на ахенском вокзале

Железнодорожное сообщение в Ахене открыто в 1 сентября 1841 года, когда Рейнской железнодорожной компанией введён в эксплуатацию участок Кёльн — Ахен. В дальнейшем  железнодорожная ветка была продолжена до Антверпена, 15 октября 1843 года был открыт первый в мире международный участок железной дороги.
Первый вокзал Рейнской железной был построен в стиле классицизма и располагался на открытом поле за пределами ахенских городских стен. Вскоре пространство вокруг вокзала оказалось покрытым городской застройкой, что осложнило доступ к нему ввиду возросшей интенсивности уличного движения. Поэтому после национализации частных железнодорожных компаний и объединения их в единую сеть железных дорог Пруссии было принято решение о строительстве нового вокзала.
В 1901 году строительство нового здания началось. Здание нового вокзала в стиле модерна было торжественно открыто 21 декабря 1905 года. Крытый перрон включал в себя 4 платформы и 7 путей.
Во время многочисленных бомбардировок британской авиации в ходе Второй мировой войны здание вокзала почти не пострадало, но было взорвано при отступлении немецких войск осенью 1944 года. Ещё до окончания войны союзники восстановили движение поездов на участке Дюрен — Ойскирхен. К 1950 году весь вокзальный комплекс был восстановлен.
В послевоенные годы интенсивность железнодорожного движения в Ахене постоянно возрастала. Так в 1959 году годовой пассажиропоток составил 850 000 пассажиров, в 1961 — 1 000 000, в 1964 — 1,25 млн и в 1965 — 1,35 млн пассажиров.
Вплоть до середины 1960-х годов по станции Ахен осуществлялось только сообщение на тепловозной тяге, но в 1966 году в связи с электрификацией железнодорожного сообщения между Германией и Бельгией Deutsche Bahn AG выполнил работы по электрификации путей 6 — 9 по стандарту, совместимому с бельгийским национальным оператором железных дорог. NMBS/SNCB. В ходе этой работы все пути и платформы подверглись значительной перестройке.
В 2000 году начался новый этап реконструкции ахенского вокзала. При этом перестраивались вестибюль, платформы и тоннель для доступа к ним. Открытие вокзала состоялось в августе 2006 года и было приурочено к проходящему в Ахене международному конному турниру.

## Движение поездов по станции Ахен

### FlixtrainиICиICEиThalys
| Линия  | Маршрут |
| ------ | --- |
| ICE 79 | Брюссель — Льеж — Ахен — Кёльн — Франкфурт-на-Майне (аэропорт) — Франкфурт-на-Майне                                       |
| ICE 80 | Париж (Северный вокзал) — Брюссель — Льеж — Ахен — Кёльн — (Дюссельдорф — Дуйсбург — Эссен)                               |
| IC 32  | Берлин — Ганновер — Дортмунд — Бохум — Эссен — Мюльхайм-на-Руре — Дуйсбург — Дюссельдорф — Мёнхенгладбах — Кёльн — Ахен   |
| FLX 30 | Ахен — Кёльн — Дюссельдорф — Дуйсбург — Эссен — Дортмунд — Билефельд — Ганновер — Шпандау — Берлин — Виттенберг — Лейпциг |

### REиRB
| Линия | Название           | Маршрут |
| ----- | ------------------ | --- |
| RE 1  | NRW-Express        | Хамм — Дортмунд — Бохум — Эссен — Мюльхайм-на-Руре — Дуйсбург — Аэропорт (Дюссельдорф) — Дюссельдорф — Кёльн–Мессе/Дойц — Кёльн — Ахен |
| RE 4  | Wupper-Express     | Ахен — Мёнхенгладбах — Нойс — Дюссельдорф — Вупперталь — Швельм — Хаген — Виттен — Дортмунд                                            |
| RE 9  | Rhein-Sieg-Express | Ахен — Дюрен — Кёльн — Кёльн-Мессе/Дойц — Тройсдорф — Зиген                                                                            |
| RB 20 | euregiobahn        | Херлен — Херцогенрат — Ахен — Штольберг — Лангервеэ — Дюрен                                                                            |
| RB 33 | Rhein-Niers-Bahn   | Ахен — Мёнхенгладбах — Крефельд — Дуйсбург — Оберхаузен — Динслакен — Везель                                                           |
| RE 29 | euregioAIXpress    | Ахен — Велкенрадт — Вервье — Спа |